# 呂夢熊
呂夢熊（16世紀—17世紀），字輔季，又字載父，號紫溟，又號白華，北直隸真定府趙州柏鄉縣人，明朝政治人物。户部侍郎、漕运总督吕兆熊弟。

## 生平
呂夢熊由廪膳生入國子監，萬曆二十八年（1600年）中舉人，四十一年（1613年）成進士，獲授蒲城知縣。之前的蒲城知縣都在任滿後降級奪俸，他就任後立刻上陳平衡收支、沒收乾沒、嚴防盜賊、均益期限以便徵稅，又條議將壓徵二分為帶徵一年，只由一官處理一局，令相關官員無從卸責，人民也容易執行。朝廷當事者同意他的意見，下令成為定制；其後他以卓異調任咸寧，居家時以孝順聞名。

## 家族
曾祖呂太，鄉飲賓。祖呂朝用。父呂新芳，封文林郎崑山知縣。母趙氏，封孺人。慈侍下。兄呂兆熊，丙戌進士、山東布政司參議；應熊；維熊，俱廪生。娶任氏。子升階、升堂。

## 引用
1. 1 2  民國《柏鄉縣志·卷六》：呂夢熊，字輔季，號白華，兆熊季弟，由廪膳生選入成均，萬歷庚子舉於鄉，癸丑成進士。授陝蒲城令，先是令蒲者累以課下鐫秩奪俸，輔季至即條上便宜一議驗收其略、審衡以平出入、置籍以稽乾沒，嚴鍽鑰以防侵盜、均期限以便輸納；一議壓徵：以見徵為殿最，而編壓徵二分為帶徵一年，止參一官，一官自結一局，有司無所謝責，而小民易於供命。議上，當事者然之，聞於朝著為令；卓異調咸寧，居家以孝稱。
2. ↑  《萬曆庚子科順天鄉試同年録》：呂夢熊，字載父，號紫溟，貫真定府柏鄉縣民籍，戊寅年六月十三日生，行四，治易經，選貢生。鄉試第二十九名。曾祖太，鄉飲賓。祖朝用。父新芳，封文林郎崑山知縣。母趙氏，封孺人。慈侍下。兄兆熊，丙戌進士、山東布政司參議；應熊；維熊，俱廪生。娶任氏。子升階、升堂。